# 森弗勞爾 (密西西比州)
森弗勞爾（英語：Sunflower）是位於美國密西西比州森弗勞爾縣的城鎮。

## 人口
根據2020年美國人口普查的數據，森弗勞爾的面積為1.57平方千米，皆為陸地。當地共有人口964人，而人口密度為每平方千米614人。